# Martin Williams
Martin Tudor Hansfield Williams (* 1924 in Richmond, Virginia; † 13. April 1992 in Alexandria, Virginia) war ein US-amerikanischer Jazz-Kritiker und Kultur-Journalist.

## Leben
Williams besuchte die St. Christopher Episcopal Preparatory School. Nach seinem Militärdienst während des Zweiten Weltkriegs u. a. in Iwojima, studierte er zunächst Jura, dann Literaturwissenschaft an der University of Virginia (B.A. 1948), an der University of Pennsylvania (M.A. 1950) und an der Columbia University.
Williams war ab den 1950er Jahren einer der angesehensten US-amerikanischen Jazzkritiker, der u. a. für „The Saturday Review“, die New York Times, Harper’s Magazine, Down Beat schrieb und für „The Jazz Review“, das er im November 1958 mit Nat Hentoff gründete und das auch regelmäßig Beiträge von Jazzmusikern selbst brachte, wie von Gunther Schuller, Dick Katz oder Cecil Taylor. 1970 erschien sein Essay The Jazz Tradition. Von 1971 bis 1981 leitete er das Jazz und „American Culture Program“ an der Smithsonian Institution in Washington D.C., wo er 1973 die umfassende „The Smithsonian Collection of Classic Jazz“ veröffentlichte (für die er die Kommentare verfasste), Konzerte und Vorlesungen organisierte und das Archiv ordnete. Außerdem schuf er ein Stipendiatenprogramm für junge Jazzkritiker, aus dem u. a. Stanley Crouch, Gary Giddins, J- R. Taylor und Peter Keepnews hervorgingen. Für die nachfolgende „The Smithsonian Collection of Big Band Jazz“ erhielt er 1985 einen Grammy (mit Gunther Schuller). Von 1981 bis 1991 war er Herausgeber spezieller Projekte bei der Smithsonian Institution Press. Williams veröffentlichte neben Jazz-Büchern (insbesondere „The Jazz Tradition“ über seine Sicht der Jazzgeschichte, das 1973 den ASCAP – Deems Taylor Award für Musikkritik erhielt) auch Bücher über populäre amerikanische Kultur, von Comics – wie über Elzie Segar, den er sehr bewunderte – bis Film und Fernsehen.
Seinen den Jazz betreffenden Nachlass vermachte er dem „Center of Black Music Research“ (CBMR) am Columbia College in Chicago.

## Werke (Auswahl)
- Hidden in Plain Sight: An Examination of the American Arts, Oxford University Press 1992 ISBN 0195075005
- Jazz Changes, Oxford University Press 1992 (Aufsatz- und Interviewsammlung), ISBN 0195083490
- Jazz Masters in Transition 1957-1969, da Capo 1980 (MacMillan Jazz Masters Series)
- The Jazz Tradition, Oxford University Press 1983, 1993 (zuerst 1970), ISBN 0195078160
- Jazz Heritage, Oxford University Press 1985, 1988
- Jazz in its time, Oxford University Press 1989, 1991
- Where's the Melody?: A Listener's Introduction to Jazz. Da Capo 1983 (zuerst 1966), ISBN 0306801833
- Hrsg. The Art of Jazz – Essays in the nature and development of Jazz, da Capo 1979
- Jazz Masters of New Orleans, McMillan 1967, da Capo 1978 (elf Portraits)
- Begleitbuch zur Smithsonian Collection of Classical Jazz 1987
- Jelly Roll Morton, Cassel u.Co. 1962
- King Oliver, Barnes 1960, deutsch Hatje Verlag 1960
- Hrsg. Jazz Panorama, Crowell-Collier 1962, neu Da Capo Press, 1979